# بریتیش ایرکرفت
بریتیش ایرکرفت یک شرکت بریتانیایی سازندهٔ هواگرد بود که در سال ۱۹۶۰ زیر فشار دولت بریتانیا با ادغام شرکت‌های اینگلیش الکتریک، ویکرز-آرمسترانگز، بریستول ایروپلین و هانتینگ ایرکرفت پدید آمد. بریستول، اینگلیش الکتریک و ویکرز شرکت‌های مادر بریتیش ایرکرفت شدند که سهام آنها به ترتیب ۴۰٪، ۴۰٪ و ۲۰٪ بود.
دفتر مرکزی این شرکت در بالاترین طبقات ساختمان پل مل در شهر وست‌مینستر قرار داشت.
شرکت بریتیش ایرکرفت پس از هشدار دولت مبنی بر ادغام صنایع هواگرد، جنگ‌افزارهای هدایت شونده و موتور هواگرد پدید آمد. دولت همچنین مشوق‌هایی را برای این کار اختصاص داد که عبارت بودند از قرار داد هواپیمای تهاجمی فراصوت بی ای سی تی اس آر-۲، دادن کمک هزینهٔ دولتی برای ساخت و پژوهش و تضمین کمک در ساخت انواع جدید هواگردهای غیرنظامی.